# (225) Henrietta
(225) Henrietta – planetoida z pasa głównego asteroid okrążająca Słońce w ciągu 6 lat i 87 dni w średniej odległości 3,39 j.a. Została odkryta 19 kwietnia 1882 roku w Obserwatorium Uniwersyteckim w Wiedniu przez Johanna Palisę. Nazwa planetoidy pochodzi od imienia żony francuskiego astronoma Pierre’a Janssena.